# Acacia ataxacantha
Acacia ataxacantha är en ärtväxtart som beskrevs av Dc. Acacia ataxacantha ingår i släktet akacior, och familjen ärtväxter. Inga underarter finns listade i Catalogue of Life.

## Bildgalleri

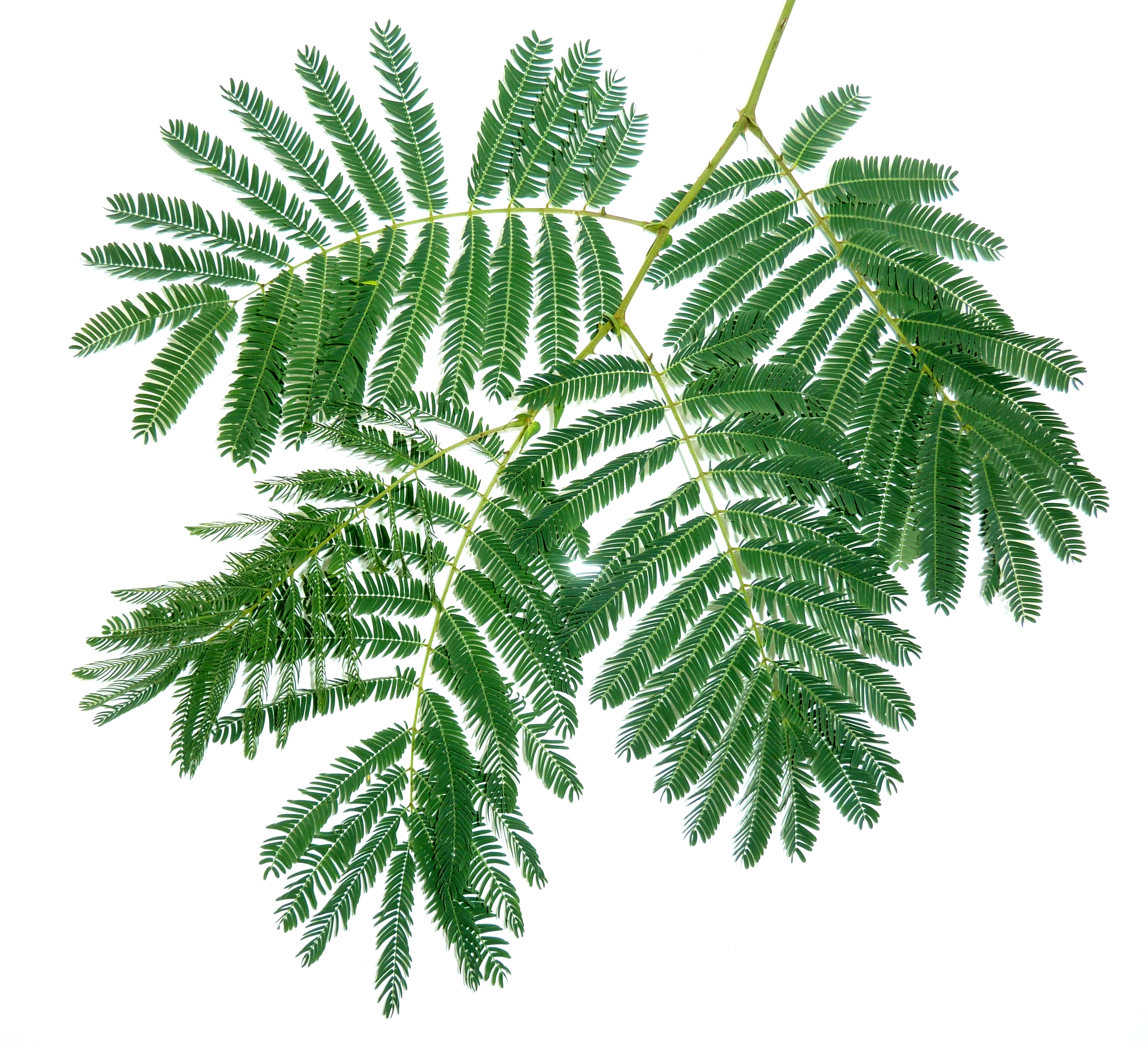
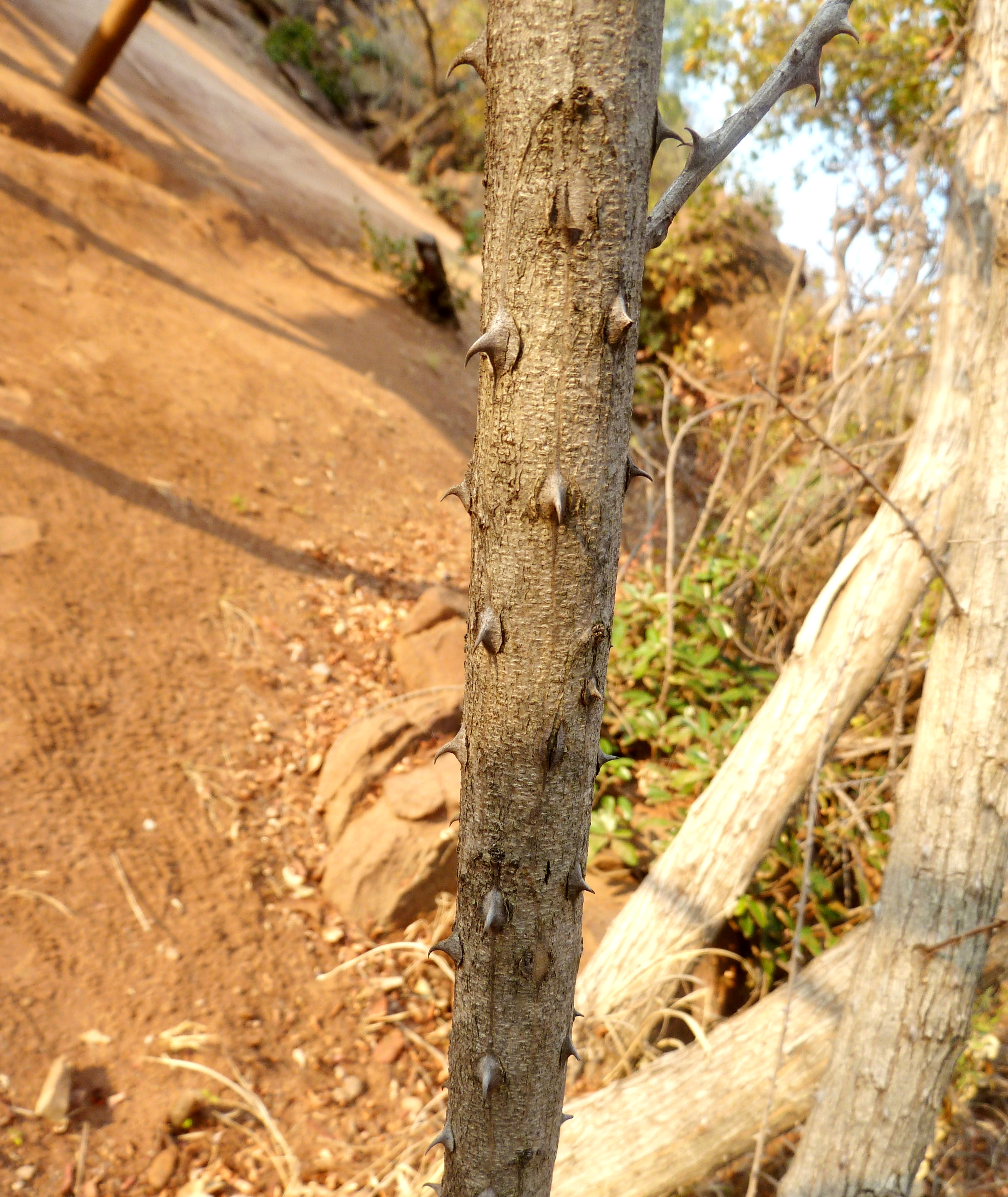
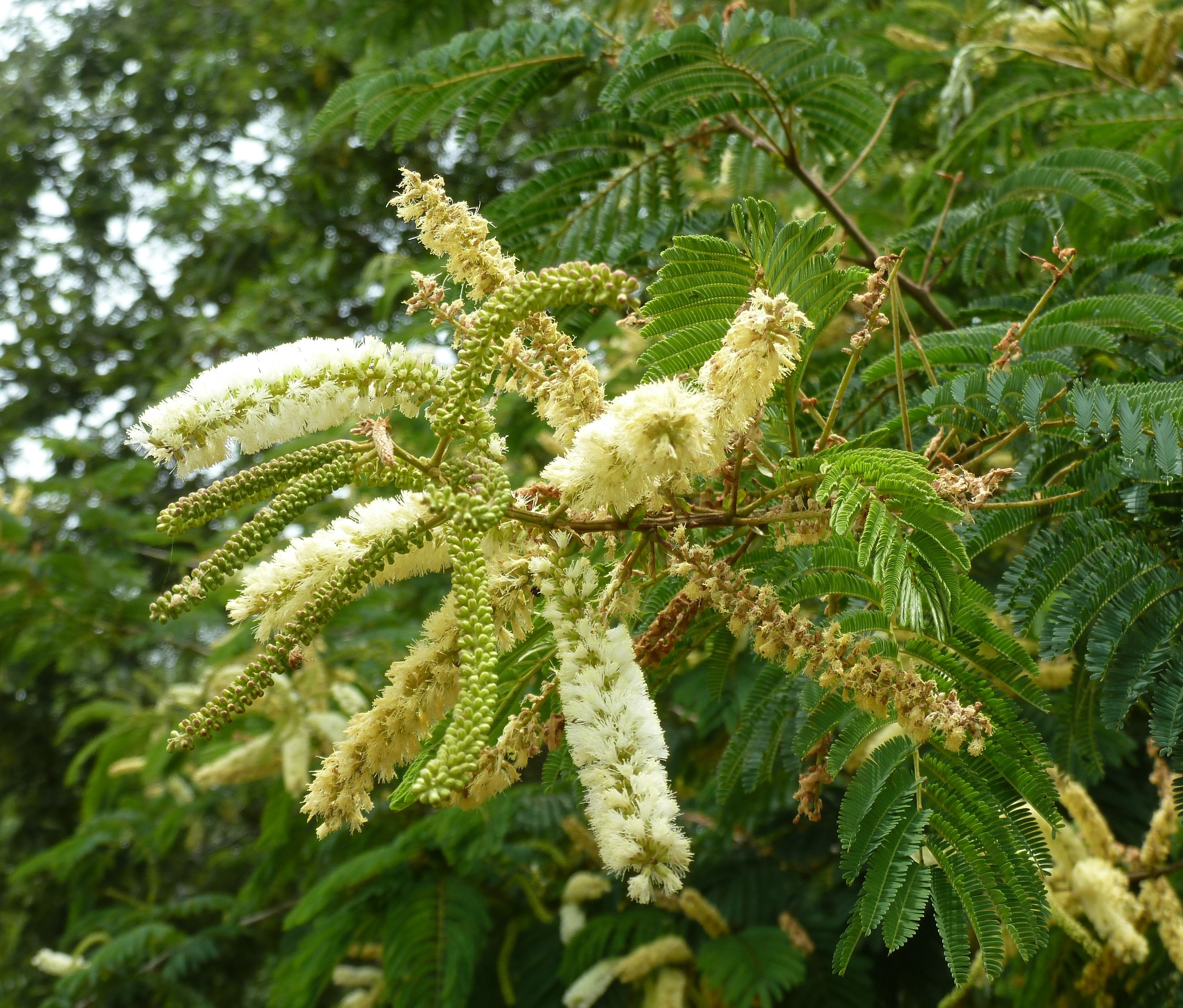
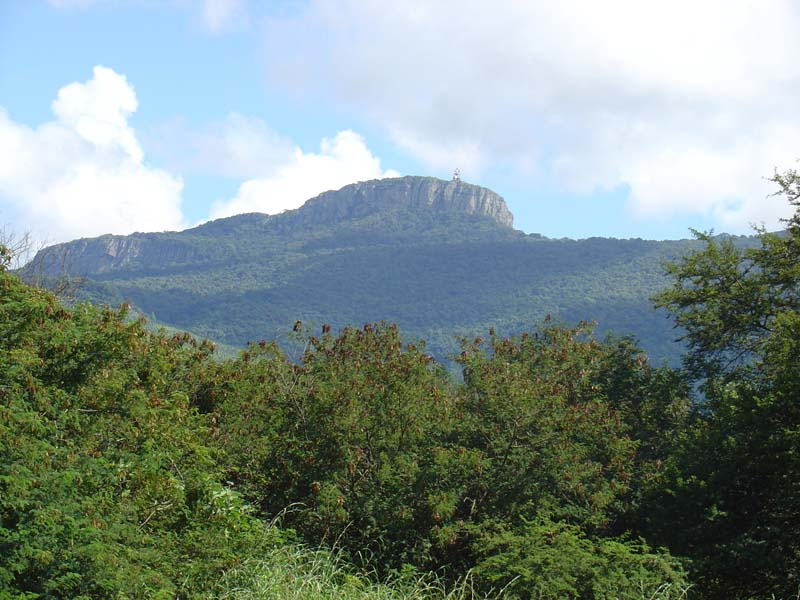
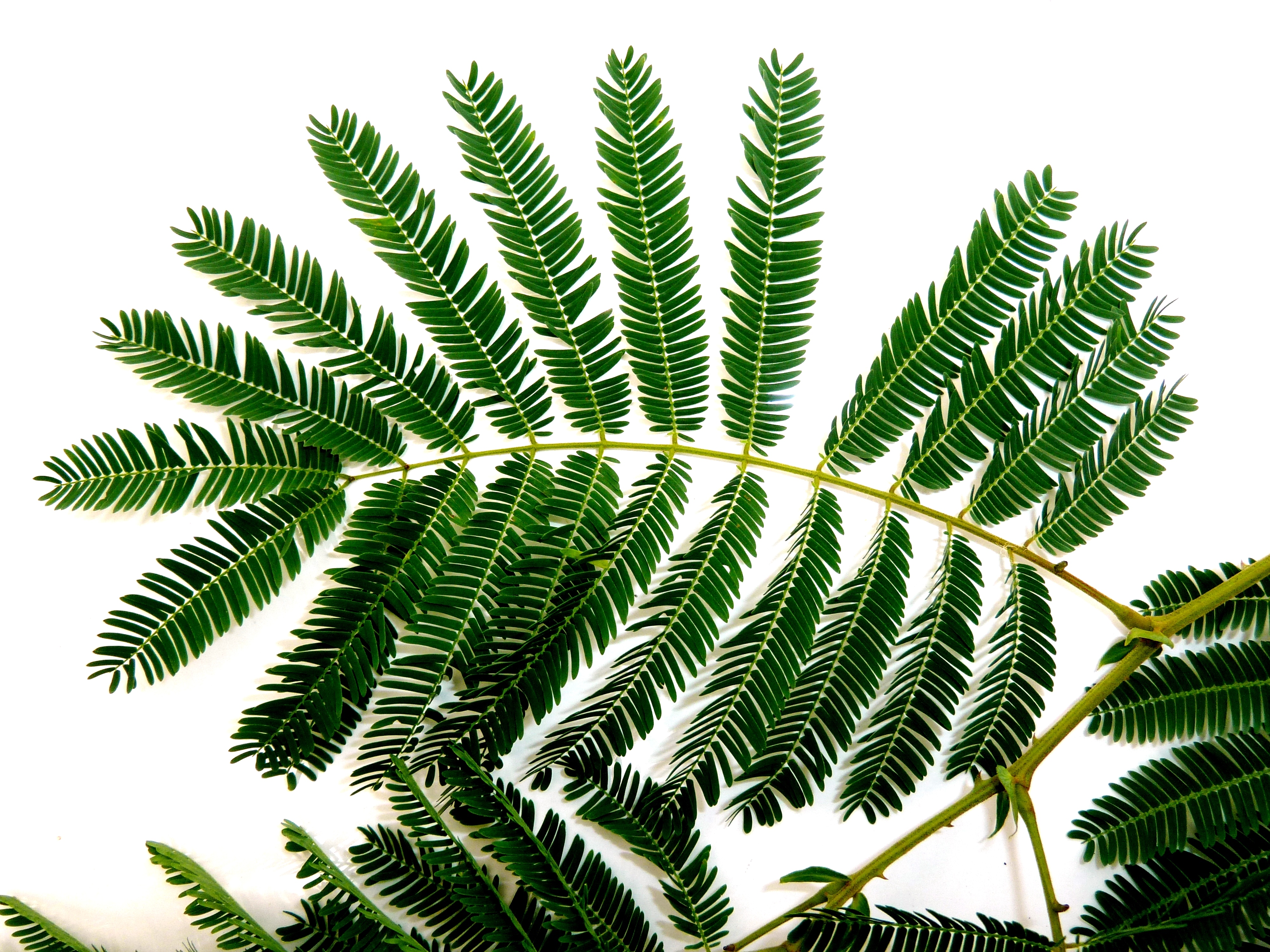
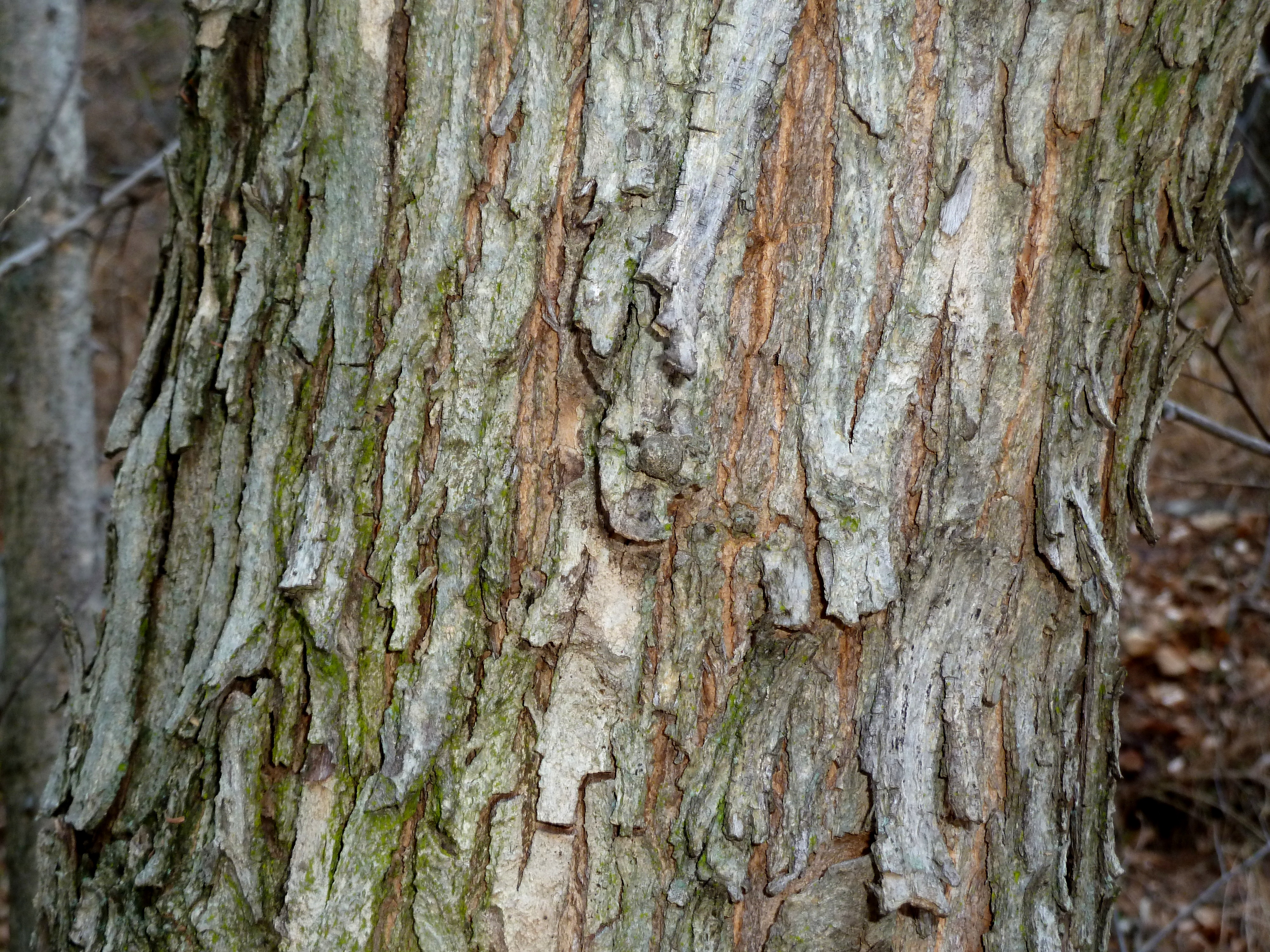